# Jean-Pierre Rampal
Ne doit pas être confondu avec Jean-Pierre Rambal.
Pour les articles homonymes, voir Rampal.
Jean-Pierre Rampal, né le 7 janvier 1922 à Marseille et mort le 20 mai 2000 à Paris, est un flûtiste de musique classique français.

## Biographie
Jusqu'à l'âge de treize ans, il voulut devenir artiste peintre. Son père, Joseph Rampal, professeur de flûte au Conservatoire de Marseille, apporta du mieux qu'il put son soutien à ce désir d'enfant et lui procura tout le nécessaire de peinture imaginable. Même après avoir donné à son fils, qui le réclamait avec obstination, une leçon d'essai et s'être convaincu de son talent inné pour la musique, il se refusa à lui donner une formation de musicien professionnel. Après son baccalauréat obtenu après ses études au lycée Thiers, Jean-Pierre Rampal fit ce que souhaitait sa mère : il étudia la médecine. En 1943, alors qu'il était étudiant de troisième année, l'armée française l'obligea à quitter sa ville natale, Marseille, pour aller à Paris afin de se mettre au service de la patrie dans un laboratoire médical. Peu de temps après son arrivée, les examens d'entrée au Conservatoire de Paris devaient avoir lieu. Lorsqu'il apprit que les candidats obtenaient de l'armée deux pleines semaines de congé pour se préparer, il s'inscrivit et fut reçu à l'examen sans difficulté. Il quitta le plus célèbre lieu de formation musicale de France avec le premier prix de flûte obtenu en 1944 avec, comme maître, Gaston Crunelle.
À la libération de Paris, il eut l'occasion de jouer à la radio le Concerto pour flûte de Jacques Ibert et fut engagé sur-le-champ à l'Orchestre de l'Opéra de Vichy. En 1946, à l'âge de 24 ans, il signa son premier contrat pour une tournée soliste. Lorsque ces obligations, qui s'étendaient peu à peu au monde entier, furent devenues un obstacle à ses activités de 2e flûte à l'Opéra de Paris (1955-1960), il abandonna ce poste et ne conserva plus que celui de professeur au Conservatoire de Paris où il succéda à Gaston Crunelle en 1969. Constamment réinvité dans tous les festivals, il était (avec bien plus de deux cents enregistrements sur disque) l'artiste de musique classique que l'on pouvait entendre le plus fréquemment dans les émissions de radio en France, et un homme qui vivait avec et pour la musique.
Il eut aussi une grande activité au Japon dont il connaissait aussi très bien la gastronomie. Jean-Pierre Rampal a collaboré avec Francis Poulenc pour écrire la Sonate pour flûte et piano (1957), dont il fut le dédicataire et le premier interprète, avec le compositeur. Rampal fonda respectivement en 1945 et en 1953 le Quintette à vent français et l'Ensemble baroque de Paris, des formations de musique de chambre qui travaillent avec des effets sonores délicats ; il s'occupa de l'édition de compositions anciennes pour flûte qui s'empoussiéraient dans les archives, et se créa un immense répertoire dans lequel ne manque aucune œuvre importante depuis 1700 jusqu'à Boulez.

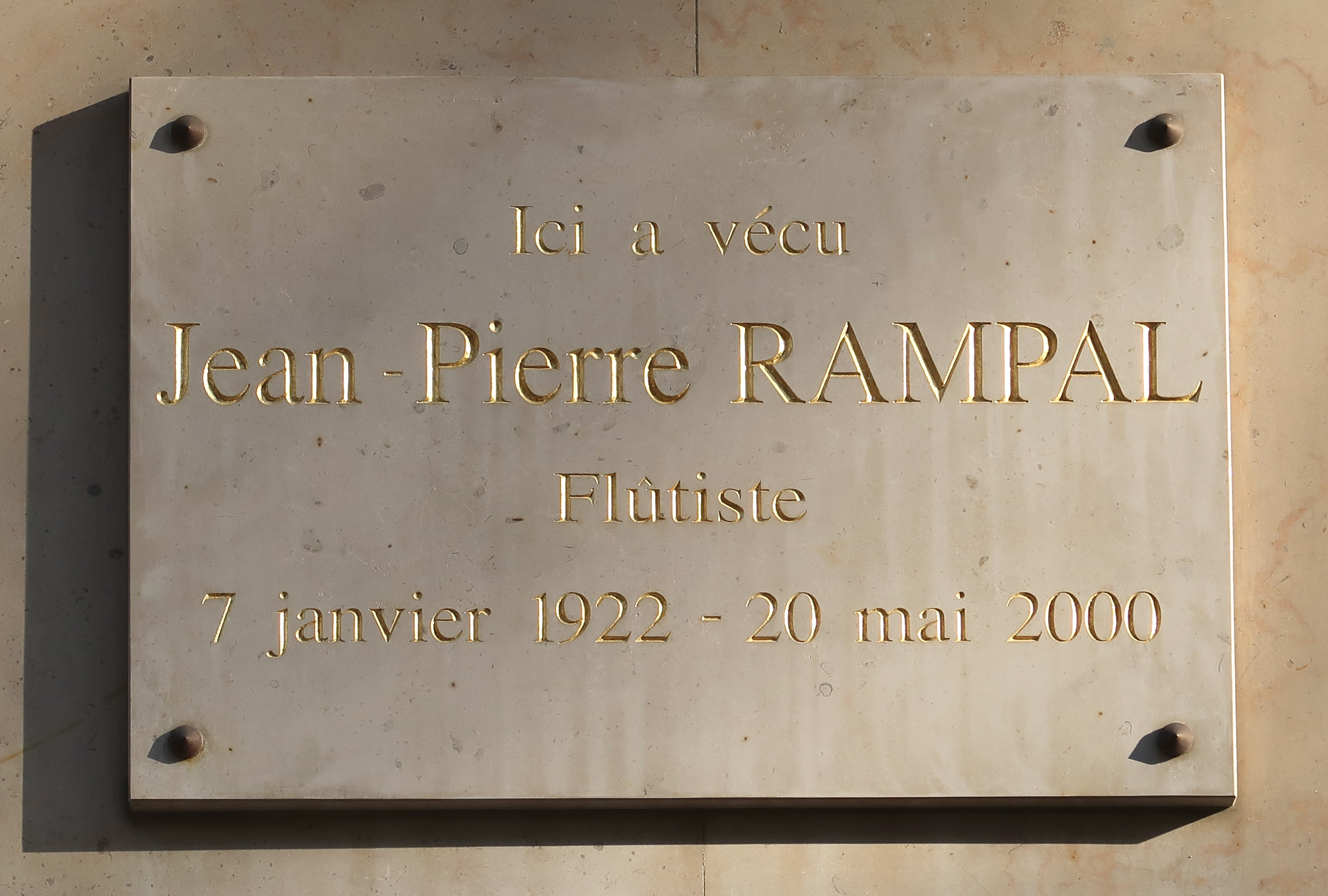
Plaque commémorative sur l'immeuble du domicile parisien de Jean-Pierre Rampal, 15, avenue Mozart.

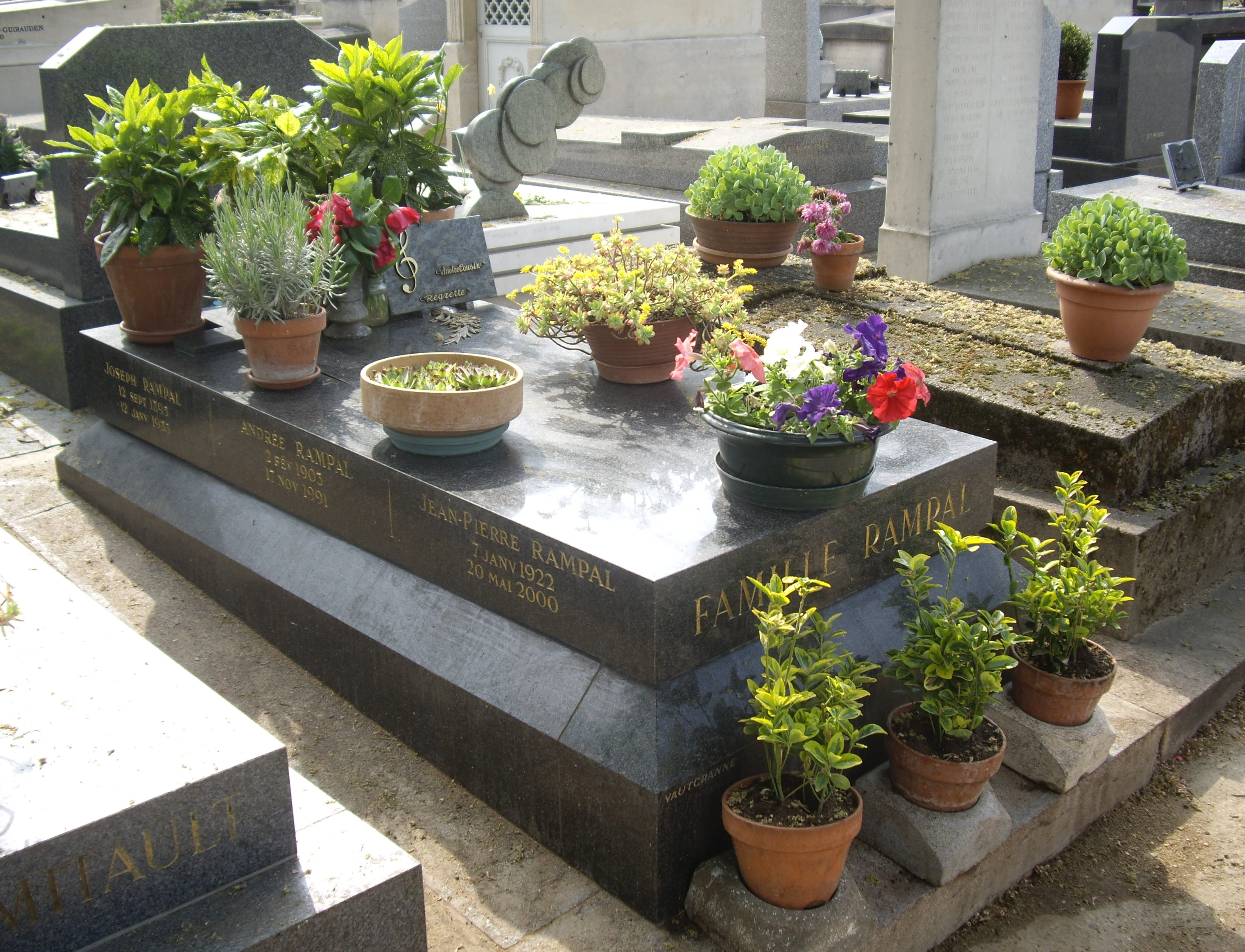
Tombe au cimetière du Montparnasse.

Outre sa perfection technique illustrée par sa maîtrise des gammes ornées de trilles et d'appoggiatures, son jeu dénote un art de la coloration, une plénitude claire des sons graves et aigus, la douceur avec laquelle sont fabriqués les sons limites, une grande réserve respiratoire et une spontanéité dans les modulations. Outre des instruments folkloriques spéciaux de Chine, de Bali, du Laos et des Balkans, et une douzaine de flûtes de concert modernes, il possède trois flûtes en or. Deux proviennent du facteur William S. Haynes Boston, et l'autre de Paris (cette dernière fut fabriquée en 1869 par Louis Lot et offerte la même année au virtuose Jean Rémusat par la Société Philharmonique de Shanghaï).
Il était aussi membre d'honneur du Club de Budapest.
Rampal a développé une très grande amitié avec Isaac Stern.
Jean-Pierre Rampal meurt le 20 mai 2000 d'une crise cardiaque à son domicile situé dans le 16e arrondissement de Paris. Il est enterré au cimetière du Montparnasse (3e division). 	
Le Concours de flûte Jean-Pierre-Rampal est organisé à Paris afin de primer les meilleurs flûtistes mondiaux de moins de trente ans. La septième édition a eu lieu en 2005, et la huitième a eu lieu en 2008.

## Discographie
370 enregistrements ont été répertoriés, s'étalant entre 1946 et 1999.
Son activité entre le milieu des années 1950 et la fin des années 1970 était effrénée : parfois 15 à 18 enregistrements par an.
Plus de la moitié de ses enregistrements ont été réalisés avec la firme Erato.
Les trois orchestres avec lesquels il a le plus enregistré sont l'orchestre de chambre Jean-François Paillard, I Solisti Veneti et l'Orchestre de chambre de la Sarre.
Très actif en musique de chambre, il a réalisé près de cent enregistrements avec le claveciniste Robert Veyron-Lacroix.
Il a aussi su varier son répertoire en réalisant des incursions dans le monde du jazz, avec en particulier la Suite for Flute and Jazz Piano Trio de Claude Bolling en 1975, nommé aux Grammy Award for Best Chamber Music Performance et considérée à l'époque comme une révolution dans le monde de la musique classique.

### Autobiographie
- Musique, ma vie, éditions Calmann-Lévy (1994)